# Hiregarje, Kadur
Hiregarje là một làng thuộc tehsil Kadur, huyện Chikmagalur, bang Karnataka, Ấn Độ.